# Sharon Pratt Kelly

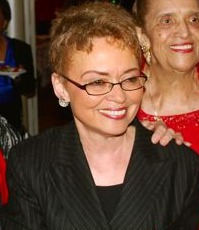
Sharon Pratt Kelly

Sharon Pratt Kelly (* 30. Januar 1944 in Washington, D.C.) ist eine US-amerikanische Politikerin.

## Werdegang
Sharon Kelly wurde als Sharon Pratt geboren. Diesen Namen hat sie nach einer Scheidung im Jahr 1999 zwischenzeitlich wieder angenommen. Zeitweise hieß sie auch Sharon Pratt Dixon. Sie studierte bis 1965 an der Howard University Politische Wissenschaften. Nach einem anschließenden Jurastudium an derselben Universität und ihrer 1968 erfolgten Zulassung als Anwältin begann sie in diesem Beruf zu arbeiten. Gleichzeitig schlug sie als Mitglied der Demokratischen Partei eine politische Laufbahn ein. Von 1977 bis 1990 gehörte sie dem Democratic National Committee an. Von 1985 bis 1989 war sie Schatzmeisterin der Bundespartei.
1990 wurde Kelly zur Bürgermeisterin von Washington gewählt. Dieses Amt bekleidete sie von 1991 bis 1995. Während ihrer gesamten Amtszeit hatte sie innerparteiliche Schwierigkeiten mit dem Flügel, der ihren Vorgänger Marion Barry unterstützte. Im folgenden Wahlkampf wurde ihr unter anderem Geldverschwendung vorgeworfen. Als Folge konnte sie sich in den Vorwahlen ihrer Partei nicht durchsetzen und erreichte nur den dritten Platz. Vorwahlsieger war ihr Amtsvorgänger Barry, der 1994 auch erneut in dieses Amt gewählt wurde.
Seither führt Sharon Pratt Kelly ihre eigene Firma Pratt Consulting, die im Sicherheitswesen tätig ist.